# Fabien de Lossainen
Fabien Tettinger, dit Fabian de Lossainen (ou Fabianus Lusianus ; né vers 1470 à Königsberg; † 30 janvier 1523 à Heilsberg) fut chanoine de Frauenburg puis prince-évêque de Varmie. 

## Carrière
Il étudia dans les Universités de Cologne et de Bologne, où il fut diplômé de droit canon et promu docteur en droit. Reçu en 1493 chanoine de la cathédrale Notre-Dame-de-l'Ascension et Saint-André de Frombork, il y eut pour collègue Nicolas Copernic, dont il fit plus tard son médecin. À la mort de Lucas Watzenrode, il fut élu évêque le 5 avril 1512 par le chapitre. Cette élection fut confirmée le 6 juillet 1512 par le roi de Pologne, et au mois de septembre par le pape. Il fut consacré le 5 décembre suivant par le primat de Pologne Jan Łaski.
Son épiscopat est marqué par le conflit opposant l’ordre Teutonique au roi de Pologne, et par les débuts de la Réforme. Le traité de Petrykaw (1519) impose de nouvelles restrictions pour l'élection des évêques de Varmie. La même année, le grand maître Albert de Brandebourg déclenche la guerre teutonique contre le roi de Pologne : elle dévaste la région et se solde par la sécularisation de la Prusse en duché ; quant à l'évêque Fabien, il meurt avant qu'on l'ai nommé cardinal.